# Teatre Aura de dansa de Kaunas
El Teatre Aura de dansa de Kaunas és el teatre professional de la dansa moderna a Kaunas, Lituània.

## Història
Un grup de dansa moderna va ser fundat el 1980 per Birute Letukaitė i diversos altres joves balladors. El 1982 van donar la seva primera actuació. Sota la direcció de Letukaite que també gestiona i és director artístic del grup «Aura» ha crescut i ha esdevingut la companyia de dansa moderna / contemporània més coneguda i més condecorada a Lituània. El 1995 la ciutat de Kaunas va guardonar al grup de dansa Aura com un «teatre municipal» que fins al moment cap més grup de dansa al país, va aconseguir.
Des de 1989 el teatre Aura de dansa és l'organitzador del Festival Internacional de Dansa Moderna. Encara que el Festival Internacional de Dansa está davant de tota una part integral de la vida cultural i és una tradició significativa a Kaunas, el Festival es va portar també a altres ciutats de Lituània. La característica única de la festa és de les actuacions nocturnes, que es mostren en espais alternatius per tota la ciutat de Kaunas.